# پدران جایگزین
پدران جایگزین (انگلیسی: Father Figures) فیلمی در ژانر کمدی به کارگردانی لارنس شر است که در سال ۲۰۱۷ منتشر شد.

## بازیگران
- گلن کلوز
- جی. کی. سیمونز
- کیتی اسلتون
- اوون ویلسون
- بیل اروین
- اد هلمز
- جون اسکویب
- رایان کارترایت
- تری بردشا
- وینگ ریمز
- هری شیرر
- کریستوفر واکن